# Cor Wilders
Cornelis Cor Wilders (Amsterdam, 27 juni 1914 - 24 januari 1998) was een Nederlands omnisporter die vooral bekend werd als honkballer en voetballer.
Wilders behoort samen met Joop Odenthal en Henk Schijvenaar tot de enige sporters die zowel voor het Nederlands voetbalteam als het Nederlands honkbalteam uitkwamen. Hij speelde bij de vereniging Blauw-Wit uit Amsterdam. Als honkballer kwam hij tussen 1936 en 1942 twaalfmaal als werper uit voor het Nederlands honkbalteam. Met Blauw-Wit werd hij meermaals Nederlands kampioen honkbal. Wilders kwam in de jaren 50 ook uit voor APGS, waar hij ook basketbalde in de eerste klasse, en EDO maar keerde meermaals terug bij Blauw-Wit. Bij Blauw-Wit deed hij ook aan atletiek en nam deel aan baanestafettes. 
Als voetbalinternational kwam Wilders achtmaal voor het Nederlands elftal uit als verdediger. Zijn debuut maakte hij tijdens de interland op 31 januari 1937 in de uitwedstrijd tegen de Duitse nationale ploeg (2-2) in Düsseldorf. In zijn tweede interland, uit tegen België op 4 april 1937, viel hij tijdens de rust uit met een hersenschudding. Hij mocht niet meer worden vervangen waardoor Oranje de tweede helft met tien man speelde. Na een 1-1 ruststand verloor Nederland met 2-1.
Op 17 maart 1940 scoorde hij tijdens de 7-1 nederlaag in en tegen België een eigen doelpunt. In zijn laatste interland op 10 maart 1946 in Luxemburg tegen het Luxemburgse nationale elftal was Wilders aanvoerder. Hij speelde als rechter verdediger en vanaf 1940 ook als centrale aanvaller. In 1947 kreeg hij een motorongeluk. Wilders stopte in 1950 met voetbal en trainde aansluitend in het amateurvoetbal. Hij had onder meer Alcmaria Victrix, VVGA, SC Sloterpark en DWV (jeugd) onder zijn hoede.
Naast het sporten was hij kassier bij de AMRO Bank. In oktober 1937 trad hij in Amsterdam in het huwelijk met Petronella (Nellie, Nel) Scholten (6 mei 1914 - 15 oktober 2009) en daarna kregen zij een dochter en een zoon.